# 豬朥束社頭目家族系譜
豬朥束社頭目家族系譜，此條目為台灣排灣族豬朥束社（位於今屏東縣滿州鄉）的頭目家族（La-garuligul家族）從傳說建立家族的初代頭目菈撓（Ranao）至近代日治時期第十三任頭目潘阿別（Agiu）的繼承族譜，除了第一任之外其他均由男性繼承。由於豬朥束社同時也是瑯嶠十八社領導部落，其頭目也兼任瑯嶠十八社總頭目，另外，由於豬朥束社本身是由豬朥束（Cilasoaq）、Kaliutsin、Tsikaudan三個小社組成，因此其頭目不一定出生在豬朥束。
此外，此條目主要的參考資料為《台灣原住民族系統所屬之研究》，但該內容和《熱蘭遮城日誌》中記載的頭目有所出入，完全沒有關於十七世紀中期和荷蘭人對抗的頭目Tartar以及他的長子Pare、繼承人Cappitam的紀錄，這有可能是採訪對象本身口傳有誤、或是荷蘭人的稱呼和原住民族內部的稱呼不同，例如Cappitam很有可能是來自荷蘭東印度公司在殖民地進行間接管理的職稱甲必丹。

## 世系圖
無法確認代數的頭目：
| 姓名     | 行政中心            | 开始日期 | 結束日期 | 備注     |
| -------- | ------------------- | -------- | -------- | -------- |
| Tartar   | Dalaswack（豬朥束） | ？       | 1650年   | 瑯嶠君主 |
| Cappitam | Dalaswack（豬朥束） | 1650年   | ？       | 瑯嶠君主 |